# Sangay
Sangay (também conhecido como Macas, Sanagay ou Sangai) é um vulcão ativo localizado na região central do Equador. Apesar de apenas três de suas erupções terem sido registradas, é considerado como o vulcão mais ativo do Equador, tendo em vista que a erupção iniciada em 1934 ainda está em andamento.
Trata-se de um estratovulcão que apresenta erupção estromboliana. Geologicamente, marca o limite sul da Zona Vulcânica do Norte, que é um dos arcos do cinturão vulcânico dos Andes, e sua posição sobre dois grandes pedaços de crosta é a responsável pela atividade intensa. A história de aproximadamente 500 000 anos do Sangay é marcada por instabilidade; duas versões anteriores da montanha foram destruídas em grandes colapsos maciços, cujas evidências ainda estão espalhadas pelos arredores.
Em função de sua localização remota, o Sangay possui uma significativa relevância biológica, tendo como exemplos de representantes de sua fauna a anta-da-montanha, lontra gigante, galo-da-serra-andino e urubu-rei. Desde 1983, sua comunidade ecológica é protegida como parte do Parque Nacional Sangay. Embora escalar a montanha seja dificultoso devido ao seu isolamento, às más condições climáticas, às inundações nos rios e ao perigo de quedas, eventualmente escaladas são realizadas no vulcão, tendo sido a primeira executada por Robert T. Moore em 1929. Seu nome se originou da língua quíchua e significa "o assustador".

## Localização e contexto geológico
Situado no extremo leste da cordilheira dos Andes, o Sangay foi formado por processos vulcânicos associados à subducção da Placa de Nazca sobre a Placa Sul-Americana na fossa Peru-Chile. É o vulcão mais ao sul da Zona Vulcânica do Norte, um conjunto de vulcões andinos cujo limite norte é o Cerro Bravo, na Colômbia.
O vulcão ativo da cadeia mais próximo ao Sangay é o Sabancaya, no Peru, distante 1 600 km ao sul. O Sangay se encontra acima de uma camada sismogênica que está localizada a cerca de 130 km abaixo do Sabancaya, refletindo uma diferença acentuada nas características térmicas da divisão da crosta oceânica, entre rochas mais antigas no sul do Equador e no Peru (com mais de 32 milhões de anos), e rochas mais jovens no norte do Equador e na Colômbia (com menos de 22 milhões de anos). As rochas mais antigas do sul são termicamente mais estáveis do que a crosta do norte, o que gerou uma relativa redução na atividade vulcânica nos Andes. No entanto, o Sangay está situado na divisa entre essas duas unidades, o que justifica sua atividade intensa.

## Geologia

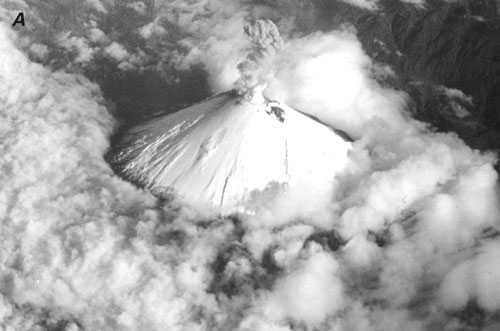
O cume do Sangay acima da cobertura de nuvens, visto a. Uma pluma de cinzas vulcânicas se eleva do cume.

O Sangay se desenvolveu em três fases distintas. Sua formação mais antiga, originada entre 500 000 e 250 000 anos atrás, é evidenciada pela ampla concentração de material disperso para o leste, notada por uma crista com cerca de 4 000 m de altura. Estima-se que essa formação original do Sangay tenha sido marcada por cordilheiras secundárias, cerca de 15 ou 16 km de diâmetro e cume localizado de 2 a 3 km a sudeste do cume atual. A forma curva dos remanescentes dessa primeira estrutura indica que houve um colapso maciço nos flancos, espalhando detritos pelas florestas das planícies próximas e fazendo com que uma grande parte da parede sul da caldeira tenha se deslizado para fora da montanha, formando uma baía mais baixa nas encostas. Esse bloco de 400 m de espessura, que é a porção mais bem preservada da constituição inicial do vulcão, possui brechas em camadas sequenciais, fluxo piroclástico e depósitos de lahar. Andesitos ácidos, com um pouco menos de 60% de dióxido de silício, predominam nessa área, mas andesitos básicos também podem ser encontrados.
A segunda versão do Sangay começou a se formar após o colapso maciço da mesma área afetada pelas explosões anteriores, por volta de 100 000 a 50 000 anos atrás. A maioria dos vestígios de sua segunda estrutura são encontrados nas partes sul e leste dos destroços de seu primeiro colapso, porém alguns remanescentes também são identificados a oeste e norte do vulcão. Acredita-se que a segunda formação do Sangay tenha tido um cume alongado na direção leste-oeste e, assim como a primeira estrutura, sofreu um colapso significativo que criou uma avalanche de detritos com 5 km de largura e até 20 km de comprimento. Provavelmente essa versão do vulcão era menos volumosa que a primeira, e seu cume estava próximo à formação atual do Sangay.
O Sangay constitui atualmente um cone quase perfeito coberto por geleira, atingindo 5 230 m de altura, com uma inclinação de 35° e um ligeiro direcionamento nordeste-sudoeste. Sua encosta oriental marca uma borda da Amazônia, enquanto que sua encosta ocidental é uma planície de cinzas vulcânicas, esculpida entre desfiladeiros de até 600 m de profundidade formados pelas chuvas intensas. Possui um cume com tergo na direção oeste-leste, coberto por três crateras ativas e uma cúpula de lava. O Sangay está ativo em sua forma atual há pelo menos 14 000 anos e ainda está preenchendo a área destruída por suas formações anteriores, sendo sua versão atual menor do que as anteriores. Em seus 500 000 anos de atividade, a pluma mantélica nunca mudou de composição ou se moveu uma distância significativa.

### Atividades registradas
As erupções no Sangay exibem atividades estrombolianas, produzindo cinzas, correntes de lava, fluxo piroclástico e lahar. Todas as erupções conhecidas no vulcão tiveram um Índice de Explosividade Vulcânica (IEV) de 3. Apesar de sua atividade constante, o Sangay está localizado em uma região remota e desabitada; apenas uma grande erupção pliniana poderia ameaçar áreas ocupadas de 30 a 100 km a oeste. No entanto, um colapso do flanco no lado leste, o que é possível de se acontecer com base na construção e no histórico do vulcão, poderia afetar a floresta próxima e alguns assentamentos. O acesso ao vulcão é difícil, visto que seu atual estado eruptivo favorece o constante lançamento de rochas derretidas e outros rejeitos. Por essas razões, a formação não é muito bem estudada como outros vulcões com atividade similar nos Andes e em outros lugares; nenhum estudo detalhado do vulcão havia sido publicado até 1999.
Com uma composição predominantemente andesítica, o Sangay é altamente ativo. O primeiro relato de uma erupção histórica foi em 1628; as cinzas chegaram a Riobamba, localizada a 50 km a noroeste de Sangay, e eram suficientemente volumosas a ponto de cobrir pastagens e matar o gado local. O vulcão entrou em erupção novamente em 1728, permanecendo ativo continuamente até 1916, com atividade particularmente intensa em 1738–1744, 1842–1843, 1849, 1854–1859, 1867–1874, 1872 e 1903. Após uma breve pausa, entrou em erupção novamente em 8 de agosto de 1934 e não houve redução desde então, com período de atividade mais intensa em 1934–1937 e 1941–1942.
Em agosto de 2018, foi iniciado um período de intensidade descrita como fora do normal pelos funcionários do Parque Nacional Sangay, gerando plumas de cinzas que subiram 2,5 km acima da borda da cratera, com correntes de lava e fluxo piroclástico descendo pelas encostas leste e sul. Sedimentação atípica composta por material vulcânico foi observada na confluência do rio Upano e seu afluente, o rio Volcán, a 23 km a sudeste do cume. Em dezembro de 2018 a atividade se reduziu, porém voltou a se intensificar em 7 de maio de 2019. Nessa data, foi iniciado um evento de constante emissão de cinzas, explosões, fluxo de lava e lahars no encontro dos rios Volcán e Upano, incluindo centenas de pequenas explosões diárias. O processo se intensificou em 20 de setembro de 2020, quando houve uma erupção que espalhou cinzas nas cidades vizinhas, a ponto de escurecer o céu. Trata-se do maior evento em cerca de 400 anos.
Em novembro de 2022, o vulcão gerou 122 explosões em 24 horas, provocando uma coluna de cinzas que subiu até dois quilómetros acima do cume.

## Ecologia

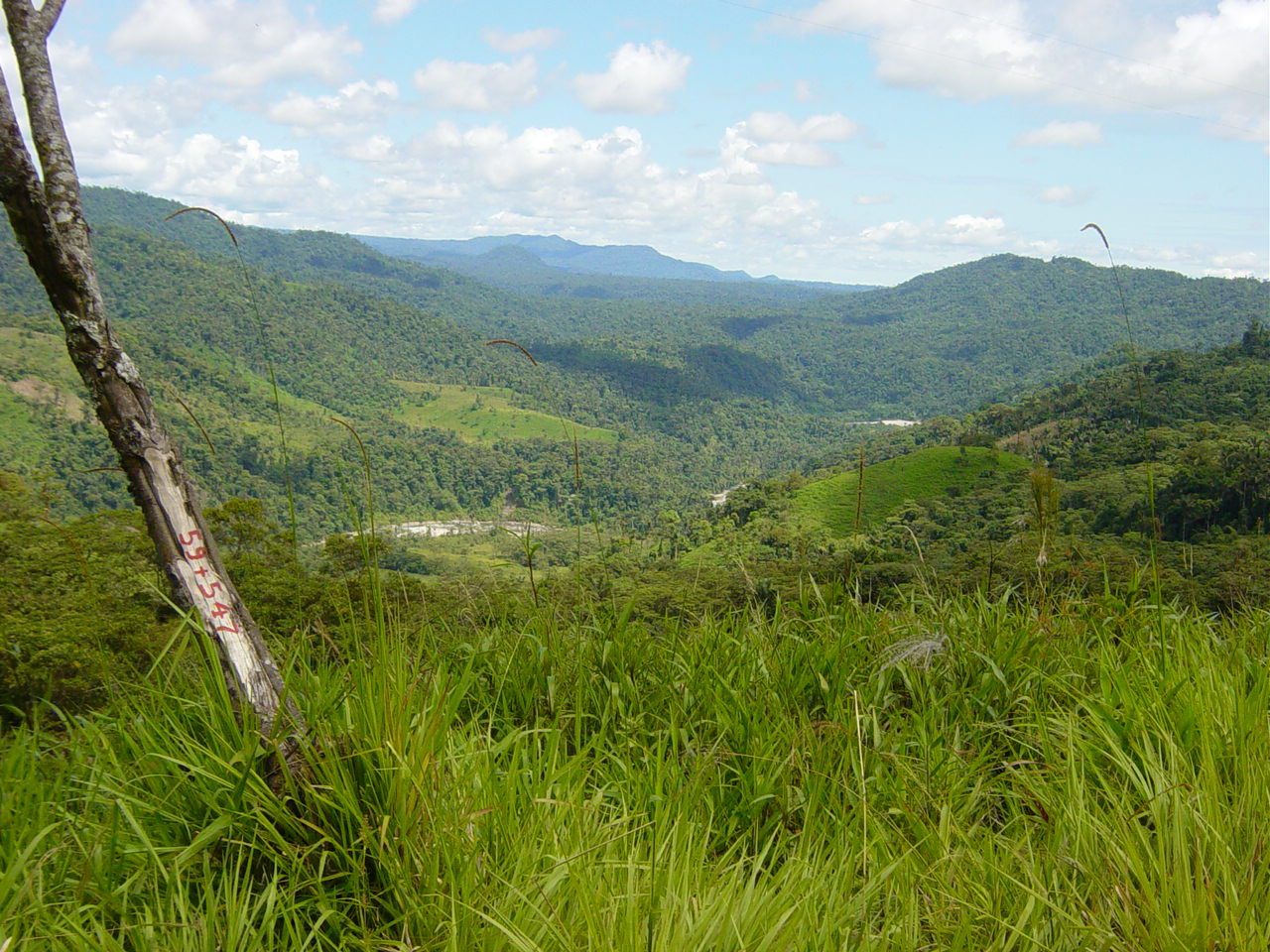
Floresta subtropical no Parque Nacional Sangay

O Sangay é um dos dois vulcões ativos localizados dentro do Parque Nacional Sangay, sendo o outro o Tungurahua, localizado a norte. Como tal, está listado como Patrimônio Mundial da UNESCO desde 1983. O isolamento da área permitiu manter uma ecologia relativamente intocada pela interação humana, e o parque abriga um bioma que varia de geleiras alpinas nos picos dos vulcões a florestas tropicais em seus flancos. A altitude e a precipitação são os fatores locais que afetam a fauna mais significativamente e, portanto, os ecossistemas mais diversificados são encontrados nas partes mais úmidas da encosta oriental do vulcão.
O nível mais alto abaixo da linha da neve é dominado por líquen e briófitas. Abaixo disso, encontra-se uma zona de pequenas árvores e arbustos típicos de florestas montanhosas, podendo ser observados nos vales ocidentais e nas encostas orientais bem drenadas, abaixo de 3 750 m. A altura máxima média das árvores varia de 5 m perto do topo até 12 m abaixo de 3 000 m. Abaixo de 2 000 m, há predomínio de floresta subtropical, com médias anuais de temperatura que varia de 18 a 24 °C e de 5 000 mm de precipitação.
A fauna é igualmente distribuída, mas varia conforme as zonas climáticas por altitude. Nas maiores altitudes podem ser encontrados a anta-da-montanha (Tapirus pinchaque), o puma (Puma concolor), o porquinho-da-índia (Cavia porcellus) e a raposa andina (Lycalopex culpaeus). Mais abaixo, são encontrados o urso-de-óculos (Tremarctos ornatus), a onça-pintada (Panthera onca), a jaguatirica (Leopardus pardalis) e o gato-maracajá (Leopardus wiedii), o veado-de-cauda-branca (Odocoileus virginianus) e veados do gênero Mazama, além de espécies ameaçadas de extinção como o pudu-do-norte (Pudu mephistophiles) e a lontra gigante (Pteronura brasiliensis). As espécies de aves mais comuns na área incluem o condor-dos-andes (Vultur gryphus), o galo-da-serra-andino (Rupicola peruvianus), o beija-flor gigante (Patagona gigas), o pato-das-torrentes (Merganetta armata), o urubu-rei (Sarcoramphus papa) e o gavião-tesoura (Elanoides forficatus).

## Recreação

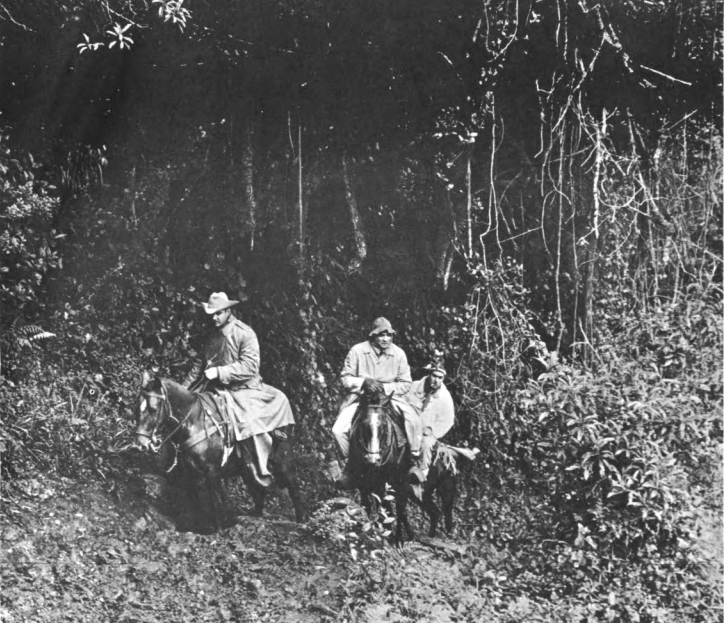
Equipes de resgate em busca de dois americanos que tentaram, sem sucesso, escalar o Sangay em 1962.

O Sangay é possível de ser escalado. Foi ascendido pela primeira vez por Robert T. Moore em 1929, antes de sua atual erupção começar em 1934. No entanto, o estado ativo atual do vulcão apresenta perigos para os alpinistas, em função do lançamento de rochas derretidas e outros rejeitos. Em 1976, dois membros de uma expedição ao vulcão foram atingidos e mortos por detritos lançados pelo vulcão. Além disso, a montanha está localizada em uma região remota, com estradas precárias e de difícil acesso. Em períodos de chuvas intensas podem ocorrer transbordamentos de rios e deslizamentos de terra, tornando as rotas nas montanhas intransitáveis. Ainda assim, o Instituto Equatoriano de Florestas e Áreas Naturais, que mantém um escritório próximo à montanha, facilita essas atividades, fornecendo guias e instalações para serem alugadas por visitantes. A ascensão leva entre sete e dez dias a partir de Quito. O tempo no vulcão é geralmente muito úmido e nebuloso, o que pode prejudicar significativamente a visibilidade durante a subida.